# Харпівське міське поселення
Ха́рпівське міське поселення (рос. Харповское городское поселение) — міське поселення у складі Приуральського району Ямало-Ненецького автономного округу Тюменської області Росії.
Адміністративний центр та єдиний населений пункт — селище міського типу Харп.

## Населення
Населення міського поселення становить 6053 особи (2017; 6413 у 2010, 7866 у 2002).

## Склад
До складу міського поселення входять:
| Населений пункт            | Населення, осіб (2002) | Населення, осіб (2010) |
| -------------------------- | ---------------------- | ---------------------- |
| Полярний, селище           | 521                    | -                      |
| Полярний Урал, селище      | 8                      | -                      |
| Соб, селище                | 59                     | -                      |
| Харп, селище міського типу | 7278                   | 6413                   |